# Partido General La Madrid
General La Madrid ist ein Partido im Süden der Provinz Buenos Aires in Argentinien.

## Geographie
Laut einer Schätzung von 2019 hat der Partido 10.665 Einwohner auf 4.800 km². Der Verwaltungssitz ist die Ortschaft General La Madrid.

### Orte
General La Madrid ist in fünf Ortschaften und Städte, sogenannte Localidades, unterteilt.
- General La Madrid
- La Colina
- Líbano
- Las Martinetas
- Pontaut

## Geschichte
Der Partido wurde 1890 von der Provinzregierung geschaffen und ist nach Gregorio Aráoz de La Madrid benannt.

## Wirtschaft
Die Wirtschaft des Partido General La Madrid wird von der Landwirtschaft dominiert.